# 戰後新世界地圖綱要

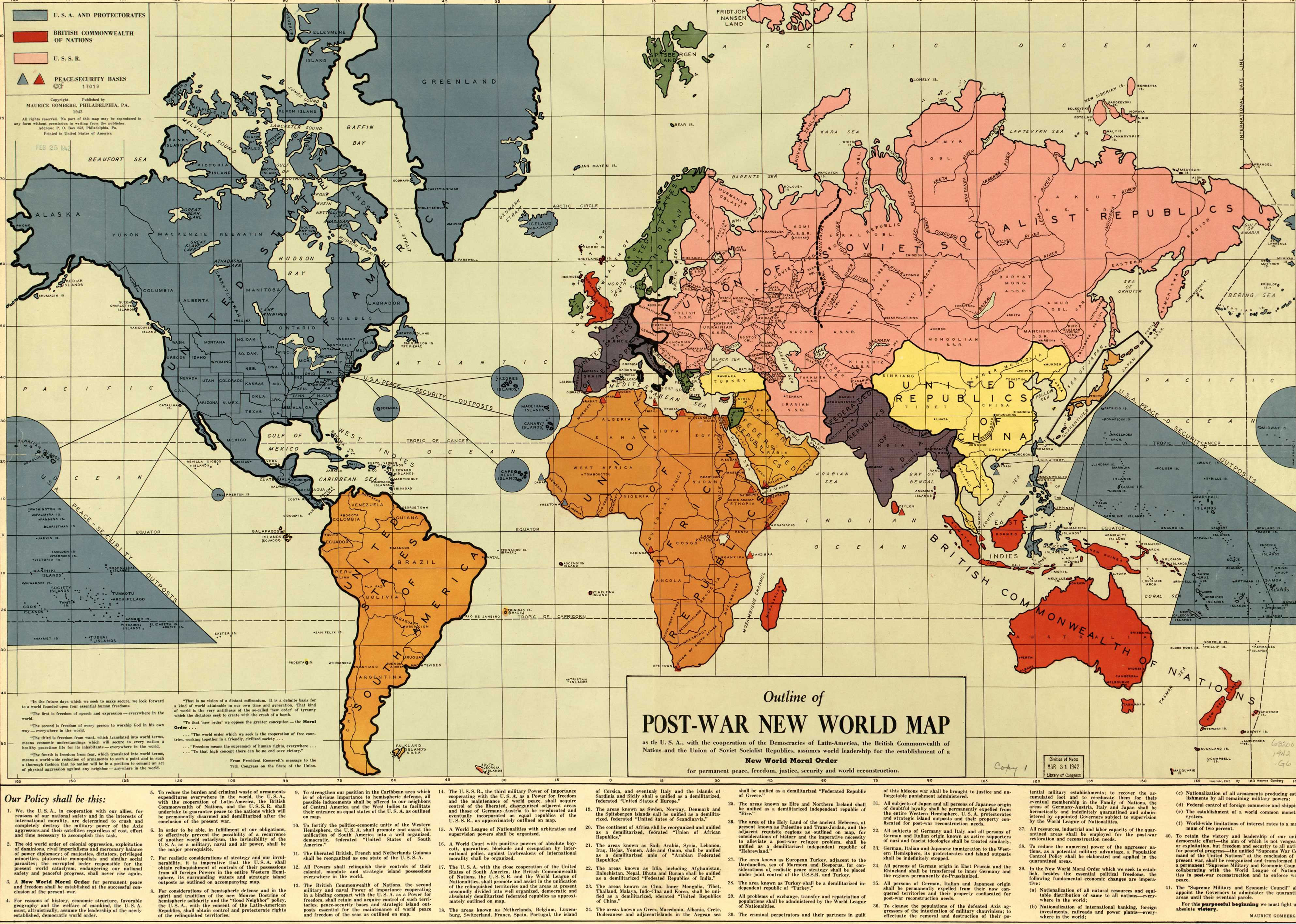
於1942年在賓夕法尼亞州費城出版的《戰後新世界地圖綱要》

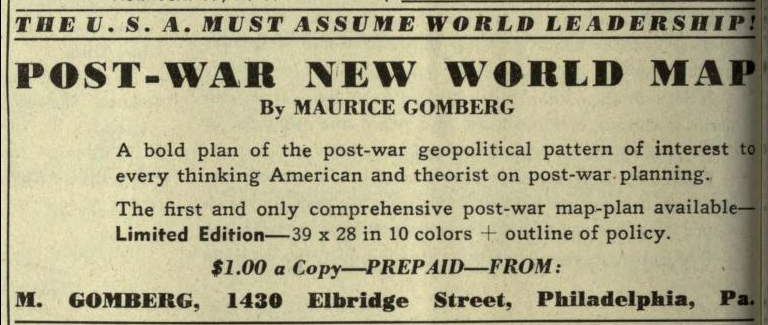
《戰後新世界地圖綱要》是由岡伯格個人出版。出版後，他以一美元的價格發售之。

《戰後新世界地圖綱要》是一幅在第二次世界大戰期間發佈的地圖。

## 概述
《戰後新世界地圖綱要》是一個在偷襲珍珠港事件發生前完成的地圖。此地圖是由莫里斯·岡伯格於1942年2月25日在賓夕法尼亞州費城個人出版的。
岡伯格在此地圖中預測了第二次世界大戰戰後的世界。岡伯格相信若同盟國在第二次世界大戰中勝出，那麼世界便會被美國、英國和蘇聯三個強權瓜分。此地圖亦附帶了一個關於「新世界道德秩序」的宣言，並附上由美國總統羅斯福發表的《四大自由》演講的節錄。
岡伯格創造此地圖純粹是為了作個人研究用途，因此人們對此地圖少有問津。可是，此地圖後來被新世界秩序陰謀論家關注，全因這些陰謀論家認為地圖所描述的美國在某程度上代表了美國統一北美洲的野心。因此，此地圖開始在網上廣泛流傳。

## 世界局勢
在《戰後新世界地圖綱要》中，世界是由14獨立國家統治，其中有13個國家為民主國家，1個被非軍事化的國家。
在戰後，世界將會被美國、英國和蘇聯三個超級大國瓜分。在《戰後新世界地圖綱要》中，美國統一了北美，英國統治大洋洲，蘇聯統治歐亞大陸北部。

### 美國
美國在戰後佔領了加拿大、墨西哥和中美洲全境，且其州份數量亦變為80個。
80個州份：
- 阿拉巴馬州
- 阿拉斯加州
- 亞利桑那州
- 阿肯色州
- 加利福尼亞州
- 科羅拉多州
- 康州
- 佛羅里達州
- 治亞州
- 荷州
- 印第安纳州
- 州
- 堪薩斯州
- 肯塔基州
- 路易斯安那州
- 缅因州
- 馬里蘭州
- 夏威夷州
- 麻省
- 密根州
- 明尼蘇達州
- 密西西比州
- 密蘇里州
- 蒙大拿州
- 內布拉斯加州
- 内華達州
- 新罕布夏州
- 州
- 新墨西哥州
- 纽约州
- 北卡羅來納州
- 北達科他州
- 俄亥俄州
- 馬州
- 俄勒冈州
- 賓夕尼亞州
- 羅島州
- 南卡羅來納州
- 南達科他州
- 田纳西州
- 德克薩斯州
- 猶他州
- 佛蒙特州
- 尼亞州
- 華盛頓州
- 西維吉尼亞州
- 威斯康辛州
- 懷俄明州
- 艾伯塔州
- 不列顛哥倫比亞州
- 巴哈馬州
- 哥斯達黎加州
- 古巴州
- 格陵蘭州
- 危地馬拉州（今危地馬拉和伯利茲）
- 海地州（今伊斯帕尼奥拉岛）
- 洪都拉斯州
- 牙買加州
- 基韋廷州（今努納武特地區）
- 拉布拉多州
- 背风群岛州
- 下加利福尼亞州（今下加利福尼亞半島）
- 麥肯齊州（今西北地方）
- 曼尼托巴州
- 馬提尼克州
- 墨西哥州（墨西哥剩餘的領土）
- 新不倫瑞克州
- 紐芬蘭州
- 尼加拉瓜州
- 新斯科舍州
- 安大略州
- 愛德華王子島州
- 波多黎各州
- 魁北克州
- 薩爾瓦多州
- 薩斯喀徹溫州
- 特里尼達州
- 維京群島州
- 向风群岛州
- 育空州

保護國：
- 西里伯斯
- 海南
- 哈马黑拉岛
- 冰島
- 摩鹿加群岛
- 菲律賓
- 福爾摩沙（臺灣）

「和平安全基地」：
- 達喀爾
- 自由城

### 南美洲合眾國
南美洲在戰後統一，形成南美洲合眾國。南美洲合眾國的領土涵蓋整個南美洲，且包括福克蘭群島。
加盟國：
- 阿根廷
- 玻利維亞
- 巴西
- 智利
- 哥倫比亞
- 厄瓜多爾
- 圭亚那（包含圭亚那、法屬圭亞那和蘇利南）
- 巴拉圭
- 秘魯
- 烏拉圭
- 委內瑞拉

### 英聯邦
大英帝國在戰後失去了大量非洲領土，但卻在亞洲獲得新領土。
附屬國：
- 英格蘭
- 威爾士
- 蘇格蘭
- 馬達加斯加（在1942年期間仍是維希法國領土）
- 錫蘭
- 安達曼群島
- 塞浦路斯
- 印尼大部份（與美國瓜分）
- 新加坡
- 東馬來西亞
- 南喬治亞
- 俾斯麥群島
- 所羅門群島
- 澳大利亞（包括巴布亞新幾內亞）
- 新西蘭

### 愛爾蘭
愛爾蘭在戰後吞併了原本屬於英國的北愛爾蘭，統一了愛爾蘭島。

### 聯邦歐洲
西歐諸國在戰後統一，組成聯邦歐洲。
加盟國：
- 安道爾
- 比利時
- 法國（包含法國本土及萊茵河以西全部德國領土）
- 摩納哥
- 列支敦士登
- 盧森堡
- 荷蘭
- 葡萄牙
- 聖馬力諾
- 西班牙
- 瑞士
- 梵蒂岡城
- 意大利

### 希臘聯邦共和國
希臘在戰後重組成聯邦共和國，並吞併了阿爾巴尼亞和馬其頓。

### 蘇維埃社會主義共和國聯盟
蘇聯在戰後主要向三個方向擴張：東歐、中國北部和中亞。
加盟國：
- 俄羅斯
- 波蘭
- 捷克
- 斯洛伐克
- 匈牙利
- 羅馬尼亞
- 保加利亞
- 南斯拉夫
- 爱沙尼亚
- 拉脫維亞
- 立陶宛
- 白俄羅斯
- 烏克蘭
- 摩爾達維亞
- 芬蘭
- 喬治亞
- 亞美尼亞
- 阿塞拜疆
- 伊朗
- 哈薩克
- 吉爾吉斯
- 土庫曼
- 烏茲別克
- 塔吉克
- 蒙古（包括圖瓦人民共和國）
- 滿洲（僅包括北滿洲）

### 德國
- 德國在戰後割讓了萊茵河以西領土予法國，但與奧地利聯合。其領土相當於戰間期的魏瑪共和國和奧地利領土。

### 希伯來蘭
以色列在戰後易名希伯來蘭，吞併約旦和巴勒斯坦领土，並佔領了部份敘利亞、埃及和沙烏地阿拉伯的領土。

### 印度聯邦共和國
英屬印度在戰後獨立，並易名印度聯邦共和國。印度聯邦共和國領有現今的印度、巴基斯坦、阿富汗、尼泊爾、緬甸和不丹。

### 中華聯合共和國
中華民國在戰後易名“中華聯合共和國”（United Republics of China），並吞併了朝鮮半島、老撾、柬埔寨、泰國、越南和西馬，但卻失去了海南，未吞併台灣及外滿洲。

### 阿拉伯聯合共和國
阿拉伯聯合共和國包含整個阿拉伯半島，除了被希伯來蘭吞併的敘利亞、黎巴嫩和以色列外。

### 非洲共和國聯盟
非洲共和國聯盟包含整個非洲，除了沿岸一些英國和美國基地、以及馬達加斯加外。

### 斯堪的納維亞合眾國
斯堪的納維亞合眾國包含瑞典、丹麥和挪威。

### 土耳其
土耳其在戰後失去了其在歐洲的所有領土。(除伊斯坦堡的歐洲部分外)

### 日本
日本在戰後的領土和現今的日本領土相若。

## 外部連結
- Map at the Library of Congress